# Tucson Estates
Tucson Estates és una concentració de població designada pel cens dels Estats Units a l'estat d'Arizona. Segons el cens del 2000 tenia 9.755 habitants.

## Demografia
Segons el cens del 2000, Tucson Estates tenia 9.755 habitants, 4.222 habitatges, i 2.883 famílies La densitat de població era de 107,3 habitants/km².
Dels 4.222 habitatges en un 19,2% hi vivien nens de menys de 18 anys, en un 57,2% hi vivien parelles casades, en un 7,4% dones solteres, i en un 31,7% no eren unitats familiars. En el 27,1% dels habitatges hi vivien persones soles el 15,8% de les quals corresponia a persones de 65 anys o més que vivien soles. El nombre mitjà de persones vivint en cada habitatge era de 2,31 i el nombre mitjà de persones que vivien en cada família era de 2,77.
Per edats la població es repartia de la següent manera: un 19,4% tenia menys de 18 anys, un 5% entre 18 i 24, un 20,1% entre 25 i 44, un 25,5% de 45 a 60 i un 30% 65 anys o més.
L'edat mediana era de 50 anys. Per cada 100 dones de 18 o més anys hi havia 90,5 homes.
La renda mediana per habitatge era de 36.183 $ i la renda mediana per família de 40.212 $. Els homes tenien una renda mediana de 30.833 $ mentre que les dones 24.071 $. La renda per capita de la població era de 18.771 $. Aproximadament el 6,2% de les famílies i el 7,7% de la població estaven per davall del llindar de pobresa.

## Poblacions més a prop
El següent diagrama mostra les poblacions més a prop.